# Lake Parade

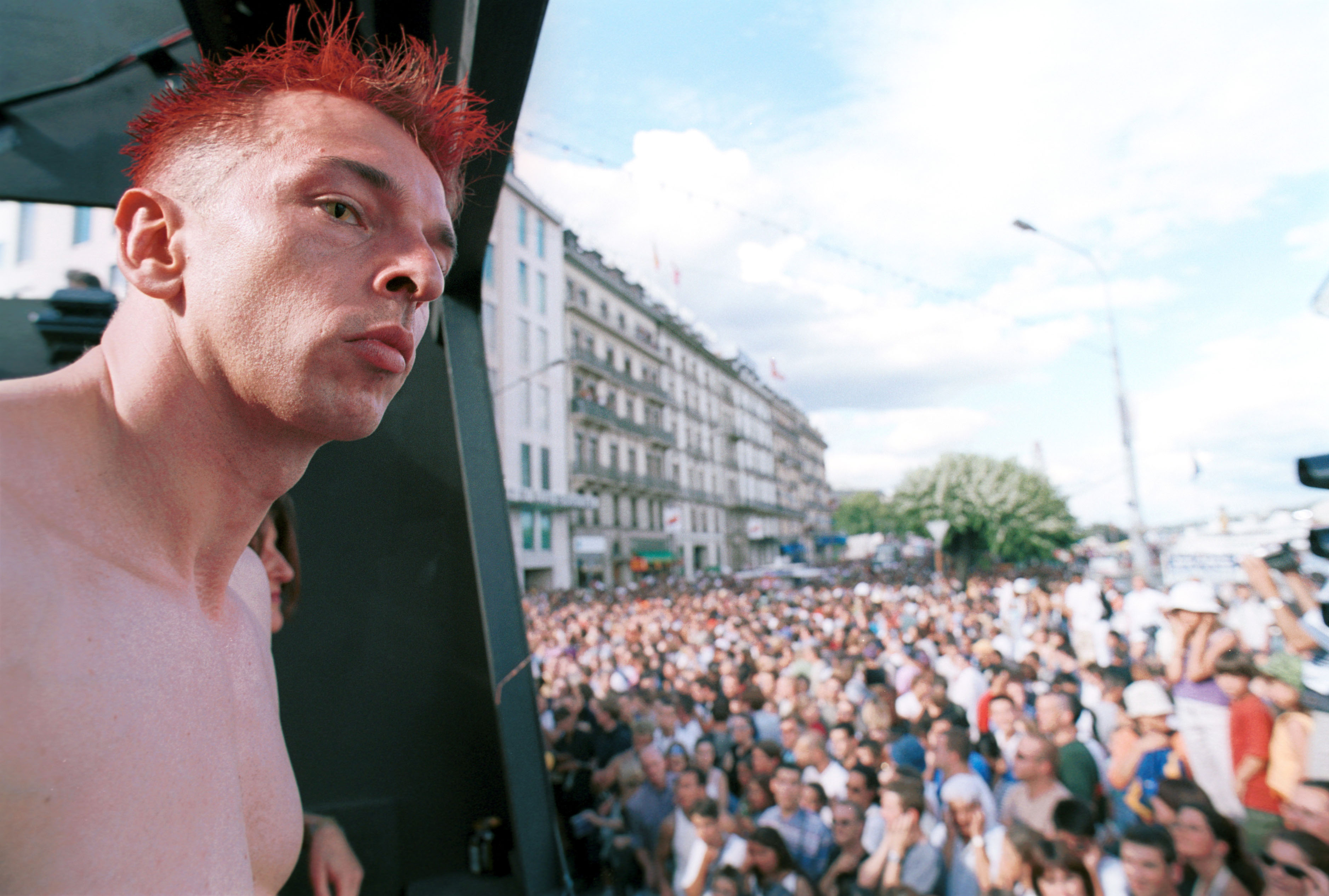
Lake Parade 2001

Die Lake Parade war eine Technoparade, die seit 1997 jedes Jahr Mitte Juli in der Schweizer Stadt Genf stattfand; meist am gleichen Wochenende wie die Loveparade.
Im Jahre 2006 nahmen ca. 350'000 Personen an der Parade Teil; darunter auch viele Besucher aus dem Ausland. Die Lake Parade zählt mit ihrer Teilnehmerzahl, verglichen mit der Loveparade in Berlin oder der Street Parade in Zürich, zu den kleineren Technoparaden und wird als unkommerzieller beschrieben. Das musikalische Spektrum ist etwas breiter gefächert. Neben diversen Stilrichtungen der elektronischen Tanzmusik gab es u. a. einige Lovemobiles mit Latinomusik.
Den Namen «Lake Parade» erhielt die Veranstaltung, weil die Route an dem Genfersee (Lac Leman) entlangführt.
Im Jahr 2016 fand die Lake Parade nach fast zwei Jahrzehnten erstmals nicht mehr statt.
Zumindest 2024 fand wieder eine Lake Parade statt. [Quelle: Google- und Youtube-Recherche]   

## GHB-Skandal
Negativ in die Schlagzeilen geriet die Lakeparade zweimal wegen des mehrfachen Missbrauchs von sogenannten K.-o.-Tropfen (GHB), die ahnungslosen Teilnehmern in die Getränke gemischt wurden. Rund ein Dutzend Personen waren jeweils davon betroffen.